# Ixobrychus sturmii
Il tarabusino nano africano (Ixobrychus sturmii (Wagler, 1827)) è un uccello della famiglia Ardeidae.

## Descrizione
È un airone di piccola taglia, lungo 25–30 cm e con un'apertura alare di 50 cm. I colori del piumaggio ricordano quelli dell'airone striato (Butorides striata) da cui si differenzia per le minori dimensioni.

## Biologia
Si nutre di insetti, in particolare di coleotteri acquatici e cavallette, e di rane; in misura minore entrano nella sua dieta anche piccoli pesci, granchi e gasteropodi.

## Distribuzione e habitat
Questa specie è ampiamente distribuita nell'Africa subsahariana.
Nidifica dal Senegal e dal Ghana, sino a Sudan, Etiopia, Somalia, Kenya, Tanzania, Zaire, Zimbabwe, Mozambico, Namibia e Sudafrica.